# Pauna
Pauna – miasto w Kolumbii, w departamencie Boyacá.